# Lýsimachos
Lýsimachos (kolem 360 př. n. l. – 281 př. n. l.) byl makedonský důstojník a jeden z diadochů (nástupců) Alexandra Velikého. Později se prohlásil králem Thrákie a v roce 301 př. n. l. měl významný podíl na porážce Antigona Jednookého.
Narodil se v Pelle jako syn Agathokla, pocházejícího z thesálského Krannónu. Během Alexandrova tažení proti Persii patřil k jedním z jeho tělesných strážců a vyznamenal se v bojích proti Indům. Po Alexandrově smrti v roce 323 př. n. l. byl ustaven správcem Thrákie. Během prvních dvou desetiletí své vlády byl zaměstnán potlačováním povstání místních kmenů, zvláště Odrysů, a odrážením invazí sousedních národů, pročež takřka vůbec nezasahoval do bojů mezi Alexandrovými nástupci. Ve sporech mezi makedonskými generály, kteří si rozdělili Alexandrovu říši, stál Lýsimachos většinou na straně Ptolemaia a podobně jako vládce Egypta se snažil čelit expanzionistickým záměrům nejprve Perdikka a pak Antigona, kteří usilovali o opětné sjednocení říše. V roce 315 př. n. l. se přidal ke koalici Kassandra, Ptolemaia a Seleuka proti Antigonovi. Ten však odvrátil nebezpečí, jež mu hrozilo ze strany Lýsimacha tím, že proti němu vzbouřil thrácké a skythské kmeny. V roce 309 př. n. l. založil Lýsimachos v úžině, spojující poloostrov Chersonésos s pevninou, město Lýsimacheia. O tři roky později přijal po vzoru Antigona a ostatních diadochů královský titul.
V roce 302 př. n. l. se Lýsimachos podporovaný Kassandrem, Ptolemaiem a Seleukem chopil iniciativy proti Antigonovi. S vojskem, doplněným posilami od Kassandra, vytáhl do Malé Asie, kde se setkal jen s nepatrným odporem a obsadil značnou část země. Nicméně po příchodu Antigona odmítl riskovat bitvu, načež odtáhl do zimního tábora v Bithýnii a zde se oženil s ovdovělou perskou princeznou Amastris. Na jaře následujícího roku (301 př. n. l.) spojil Lýsimachos své vojsko se Seleukovým. Jejich kombinované síly se poté utkaly s Antigonovou početnější armádou v bitvě u Ipsu ve Frýgii. Třebaže Antigonos měl nad nimi převahu a jejich počáteční útok byl odražen, nakonec se jim podařilo uvést nepřátelskou armádu ve zmatek. Osmdesátiletý Antigonos odmítal navzdory porážce opustit bojiště, načež byl smrtelně zraněn. Vítězové si mezi sebou rozdělili jeho území v Přední Asii, přičemž Lýsimachos obdržel západní část Malé Asie.

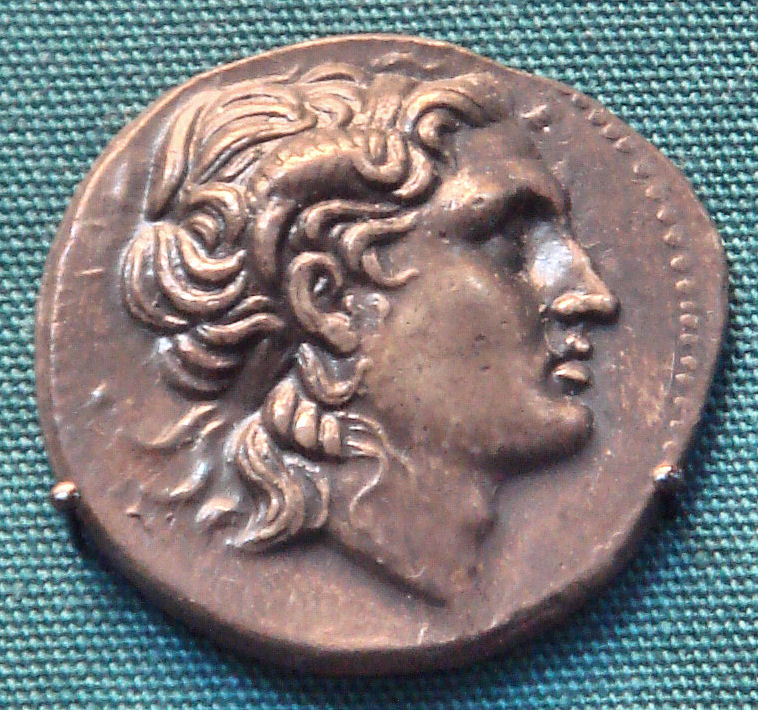
Lýsimachova mince znázorňující Alexandra

Lýsimachos se však nyní začal cítit ohrožován velikostí Seleukovy říše a uzavřel tudíž proti svému někdejšímu spojenci koalici s Ptolemaiem, jenž mu dal za ženu svoji dceru Arsinoé. Amastris, se kterou se rozvedl, se vrátila do bithýnské Hérakleie. V roce 297 př. n. l. obnovil Antigonův syn Démétrios Poliorkétés nepřátelství a chopil se vlády v Řecku. Lýsimachos v odvetu za to obsadil Démétriova zbývající města v Malé Asii. Nedlouho nato ale Démétrios využil rozporů mezi Kassandrovými syny a když ho jedna ze stran vyzvala k intervenci, sám se zmocnil makedonského trůnu. Mezitím Lýsimachos byl při pokusu rozšířit svojí moc až na území ležící za Dunajem poražen a zajat náčelníkem kmene Getů, který ho poté za překvapivě mírných podmínek propustil. Démétrios se pokusil využít Lýsimachova nezdaru a vpadl do Thrákie. Záhy se ale musel stáhnout, neboť proti němu propuklo povstání v Bojótii. V roce 294 př. n. l. uzavřel Lýsimachos se svým starým nepřítelem mír, kterým ho uznal za krále Makedonie. O několik let později však Démétrios zahájil výstavbu ohromné flotily, s níž plánoval dobytí Asie. Lýsimachos proto vytvořil alianci s épeirským králem Pyrrhem a v roce 288 př. n. l. Démétria společným útokem předešli. Současný vpád nepřátel ze západu a z východu podlomil loajalitu makedonského vojska vůči Démétriovi, který tak byl přinucen uprchnout ze země. Vítězní králové se nejprve o vládu nad Makedonií podělili, nicméně již v roce 285 př. n. l. získal Lýsimachos na svou stranu Pyrrhovy vojáky a zbavil tak svého spoluvládce moci.
Ustaven makedonským králem dosáhl Lýsimachos v sedmdesáti pěti letech vrcholu své moci. Poslední léta jeho života mu ale ztrpčovaly konflikty ve vlastní rodině. Amastris byla zavražděna svými dvěma syny, které poté Lýsimachos nechal usmrtit. Arsinoé, která toužila zajistit svým synům nástupnictví na úkor Lýsimachova nejstaršího syna Agathokla, ho proto s pomocí svého bratra Ptolemaia Kerauna falešně obvinila ze spiknutí za účelem získání trůnu, načež dal Lýsimachos Agathokla popravit. Tento Lýsimachův ukrutný čin vyvolal ovšem značnou nelibost: mnohá města v Asii se vzbouřila a většina jeho přátel ho opustila. Vdova po Agathoklovi uprchla k Seleukovi, který okamžitě zaútočil na území svého dřívějšího spojence. Lýsimachos v reakci na to překročil Helléspont a vytáhl do Lýdie. Zde se střetl se Seleukem v bitvě u Kúrúpedia, v níž nalezl porážku a smrt. Uplynulo několik dní, než bylo Lýsimachovo tělo hlídané jeho věrnými psy objeveno. Poté bylo předáno jeho synu Alexandrovi, který je pohřbil v Lýsimacheii.
Po Lýsimachovi byl pojmenován botanický rod Lysimachia, vrbina.